# Cratere Kimura
Kimura è un cratere lunare di 27,44 km situato nella parte sud-occidentale della faccia nascosta della Luna.